# Hehe (pueblo)
Los hehe (en suajili, con el prefijo que indica carácter colectivo: wahehe) son un grupo étnico y lingüístico que vive en la región de Iringa, en el centro-sur de Tanzania y que habla una lengua bantú, el hehe. En 2006, se estimaba que la comunidad hehe estaba formada por unos 805.000 individuos.
Históricamente, los hehe son conocidos por haber derrotado a la expedición alemana de Emil von Zelewski en Lugalo, el 17 de agosto de 1891, y por haber mantenido su resistencia durante siete años más, hasta que su líder, el caudillo Mtwa Mkwawa, se vio cercado y se suicidó, el 19 de julio de 1898.

## Etimología
Se cree que el término hehe proviene del grito de guerra que empleaban los guerreros de esta comunidad para asustar a sus adversarios, aunque esta teoría no está suficientemente contrastada. En todo caso, se sabe que el término lo empleaban los enemigos de este pueblo. Los propios hehe tardaron en adoptarlo y solo empezaron a utilizarlo con regularidad después de que los alemanes y los británicos lo empleasen.

## Historia
Como señalaba John Walter Gregory, ""de la literatura científica sobre el África Oriental Británica hay por desgracia poco que recordar. No hay nada comparable con las magníficas series de trabajos publicados con la descripción del África Oriental Alemana [...] Debemos admitir con generosidad la superioridad del trabajo científico alemán en esta región"". No es de extrañar, por consiguiente, que sean alemanas las principales fuentes para el conocimiento de los hehe. Sin embargo, tras la Primera Guerra Mundial, al desaparecer el África Oriental Alemana y pasar a manos británicas, los alemanes perdieron el interés por la región y los ingleses eligieron no continuar con sus investigaciones.
Las gentes que eran conocidas como [we]hehe por los europeos vivían aisladas en las zonas montañosas del suroeste de Tanzania, al nordeste del lago Nyasa y tenían pocos antepasados que hubiesen vivido allí durante más de cuatro generaciones. Con la excepción de unos pocos pastores en las llanuras, que poseían un número limitado de reses y cabras, la mayoría de los [we]hehe eran agricultores. En un principio, parece que vivían en una relativa calma, aunque de hecho sus distintos jefes a veces guerreaban entre sí, se robaban mutuamente el ganado y rompían sus alianzas. La población probablemente era escasa y ninguno de los jefes gobernaría sobre más de 5000 personas. A mediados del siglo XIX, no obstante, Nguruhe, jefe de la dinastía Muyinga, empezó a presionar a los demás y a extender su área de influencia y poder.
Fue Munyigumba, también de la familia Muyinga, quien empezó a crear los cimientos de un 'estado', combinando una política de alianzas matrimoniales con otra de conquistas militares. Un buen ejemplo de esto fue cuando Munyigumba empezó a emplear técnicas militares del pueblo sangu e incluso utilizó formas del idioma sangu para arengar a los guerreros hehe antes de la batalla, consiguiendo finalmente que los sangu, bajo el mandato de Merere II, trasladasen su capital a Usafwa.

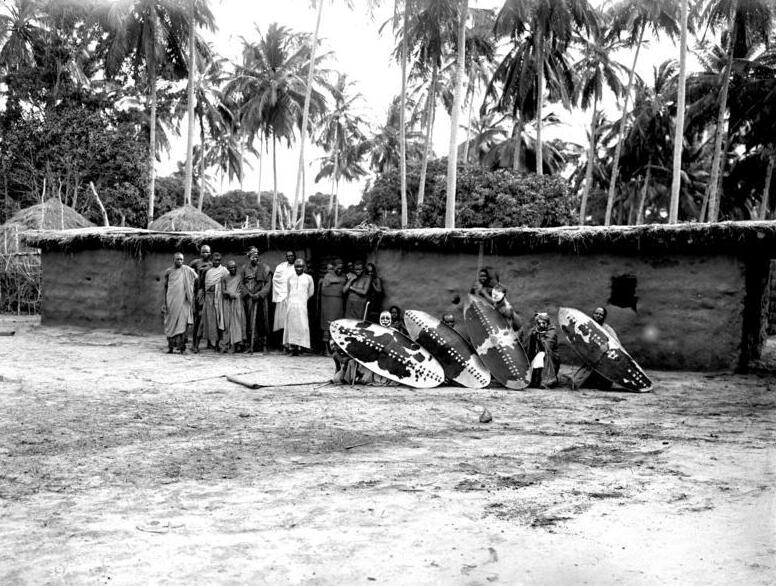
Guerreros [we]hehe de Iringa en 1906

A la muerte de Munyigumba, hacia 1878 o 1879, estalló una guerra civil: Mwumbambe, un esclavo nymawezi, casado con una hija de Munyigumba, asesinó al hermano de Munyigumba. Quedó así como único heredero el hijo de Munyigumba, Mtwa Mkwawa, quien asesinó al esclavo Mwumbambe en un sitio conocido como el "lugar donde se acumulan las cabezas". A partir de entonces, Mtwa Mkwawa asumió una posición de liderazgo sobre la región, que duraría hasta el final del siglo XIX.
Hacia 1880 o 1881, Mkwawa se convirtió en el único caudillo de los hehe, por medio de la guerra y la intimidación. Mkwawa continuó expandiendo el poder hehe hacia el norte, en donde chocó con las rutas comerciales de los wagogo, los wakaguru, los alemanes, etc., y también hacia el sur y hacia el este, chocando aquí también con todos los pueblos que encontró a su paso y, en especial, con los [wa]sangu, que empezaron a volverse hacia los alemanes en busca de ayuda. En torno a 1890, los hehe constituían el poder más fuerte de la región sudoriental y empezaron a chocar con otro gran poder, los alemanes.
Los [we]hehe no tenían una organización elaborada, pero sí poseían cierta flexibilidad con la que causaban dificultades a sus enemigos.

### La lucha de los hehe contra la colonización alemana

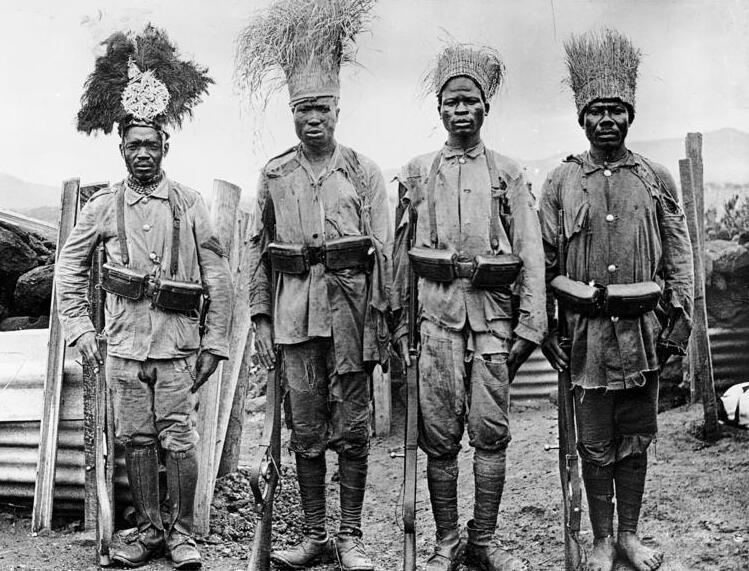
Soldados askari de la tribu hehe hacia 1906

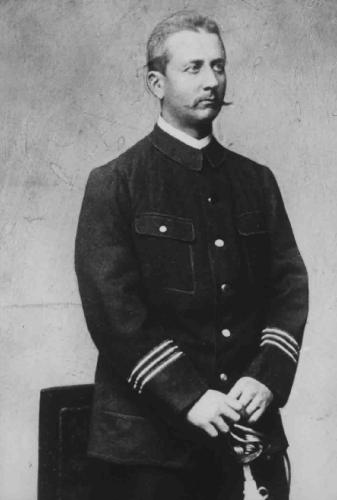
Emil von Zelewski

La expansión de los [wa]hehe hacia el norte y el este de su territorio los llevó a chocar con los puestos de control que los alemanes estaban levantando a lo largo de las rutas comerciales que conectaban la costa con Tabora.  Los pueblos de esta zona, que reconocían y aceptaban la supremacía alemana,  e incluso izaban la bandera alemana, fueron brutalmente atacados, asaltados y, en ocasiones, sus poblados eran destruidos. Tras los infructuosos intentos de los alemanes de negociar con los [wa]hehe, se envió una expedición contra ellos bajo el mando del comandante Emil von Zelewski.
Tal y como relatan Iliffe en A Modern History of Tanganyika y Holger Doebold en Emil Zelewski, la Schutztruppe alemana necesitaba asegurar el territorio de operaciones con las rutas de comunicación y avituallamiento. El comandante Zelewski levantó el campamento a las seis y media de la mañana el 17 de agosto de 1891, llevando un mano a la cabeza de la columna: "quemamos 25 amplias casas y matamos a tres guerreros tribales. La mayoría de los wahehe se veía que llevaba lanzas y escudos, pero muy pocos tenían rifles. Los disparos de nuestro bando fueron suficientes para ahuyentarlos." Cuando los alemanes alcanzaron a los [wa]hehe, éstos agarraron sus lanzas y cargaron contra los alemanes tan rápidamente que los askari solo tuvieron tiempo de disparar dos veces antes de ver cómo se les echaban encima a los [wa]hehe. La confusión era tal que los askari entraron en estado de pánico. Un muchacho de 16 años lanzó su lanza contra Zelewski. En menos de diez minutos, la mayor parte de la columna había muerto, por lo que los alemanes decidieron retirarse en medio del caos, entre soldados que se daban a la fuga y guerreros que agonizaban, mientras los [wa]hehe se dedicaban al pillaje.

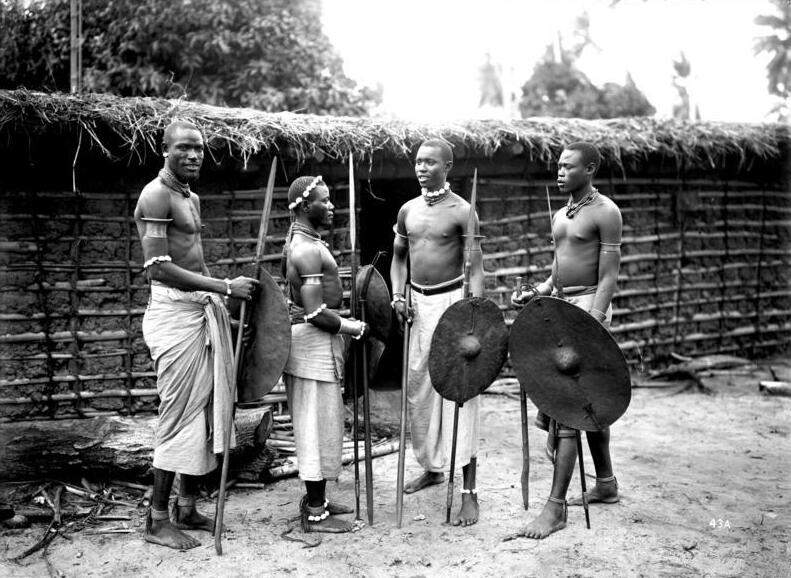
Guerreros de Kondoa (1906)

La retaguardia escapó y se instaló en una colina, izó su bandera e hizo sonar las cornetas para que se congregasen allí a los supervivientes. Se envió una patrulla para que guiase hasta la colina al teniente Heydebreck, que había sido herido dos veces por una lanza bajo su oreja derecha y que estaba totalmente cubierto de sangre. Thiemann sucumbió a sus heridas en la noche del 17 al 18 de agosto y fue enterrado en una posición segura, fuera del alcance de los guerreros [wa]hehe. Mientras tanto, éstos prendieron fuego a la hierba, quemando a algunos de los soldados alemanes heridos, con la esperanza de rodear a la retaguardia con las llamas. Unos 300-400 [wa]hehe siguieron a los alemanes, pero no llegaron a atacarlos, pues ya habían perdido a 60 hombres y todavía habrían de morir otros 200 por las heridas recibidas. Los alemanes, no obstante, se retiraron en cuanto pudieron a Kondoa para ponerse a salvo y evaluar los daños. Zelewski había llegado al campo de batalla con 13 europeos, unos 320 askaris, 170 porteadores, ametralladoras y artillería de campaña. Tras el combate, había perdido a diez europeos, 256 askaris y 96 porteadores. La derrota alemana causó una enorme impresión y los [wa]hehe se ganaron la reputación de ser los mejores guerreros del África Oriental Alemana.
Julius von Soden, el entonces gobernador del África Oriental Alemana, no quiso vengar la derrota. En su opinión, sus compatriotas deberían haber asimilado bien la costa antes de internarse tierra adentro. Durante los dieciocho meses siguientes prohibió cualquier expedición contra los [wa]hehe, para gran decepción de los militares alemanes, que anhelaban la revancha. En concreto, von Prince era incapaz de dejar campar a sus anchas a los [wa]hehe y puso todas sus energías en hostigar los límutes de los [wa]hehe.
En 1893, Soden fue cesado y sustituido por el coronel Friedrich von Schele. El nuevo gobernador cambió radicalmente la política de su predecesor y asumió las tesis más belicistas. Para empezar, encomendó a von Prince, Wynecken y Zugführer Bauer que organizasen una expedición en apoyo de Merere. Las negociaciones habían fracasado y las caravanas siguieron siendo asaltadas por los [wa]hehe hasta que los alemanes atacaron y tomaron posesión de Iringa, la capital de Mkwawa, en 1894. En honor a la verdad, esta vez los alemanes iban mucho mejor preparados, con 609 askaris y tres ametralladoras.
De todos modos, Mkwawa aún no había sido capturado y los [wa]hehe continuaban atacando a sus vecinos y matando a alemanes. A pesar de la política belicista de von Schele, la paz y el orden no habían sido restaurados y los políticos moderados empezaron a atacar a von Schele, hasta que finalmente lograron poner le bajo el control civil de Berlín. Von Schele, en desacuerdo con esta situación, renunció a su cargo y durante los dos años siguientes (1894-1896) fue sucedido por administradores más pacíficos, los cuales, sin embargo, tampoco lograban aliviar la presión de los [wa]hehe.
No obstante, para aquel entonces los [wa]hehe ya se hallaban muy divididos y desgastados. Algunos empezaban a someterse a los alemanes y el propio Mkwawa se encontraba aislado, como un proscrito, aunque siempre protegido por una mayoría de los [wa]hehe. Como un forajido, se dedicaba a asaltar y tender emboscadas a las guarniciones alemanas, ayudado por '[wa]hehe leales' e incluso por guerreros sangu de Merere III, hijo de Merere II. Los alemanes intensificaron sus esfuerzos por capturarlo, lo buscaron una y otra vez y amenazaron con la pena de muerte a quien ayudase a Mkwawa. Trataron de nombrar a uno de los hermanos de Mkwawa como jefe, pero fue en vano, ya que dos meses después hubieron de ejecutarlo, al encontrarlo responsable de que continuasen los ataques contra las patrullas alemanas.
Fue solo en julio de 1898 cuando Mkwawa, tras ser atrapado, se disparó un tiro. Los alemanes cortaron la cabeza su cadáver y se la llevaron a Alemania. Mkwawa y los [wa]hehe se habían hecho tan conocidos que se incluyó una cláusula en el Tratado de Versalles, por la cual se ordenaba el retorno de la calavera expoliada.  El cráneo apareció supuestamente no en Berlín, sino en el  Übersee-Museum Bremen, y no fue devuelto hasta 1956, fecha en la que, gracias a los esfuerzos de Edward Twining, gobernador de Tanganica, fue instalado muy cerca de Iringa, en Kalenga, en el lugar donde medio siglo antes Mkwawa había tenido sus cuarteles. La identidad de la calavera ha sido cuestionada y puede que no sea la de Mkwawa, pero Mkwawa todavía tiene en Tanzania el estatus de héroe nacional, incluso aunque haya pasado más de un siglo de su captura. 
Los [wa]hehe nunca más volvieron a rebelarse, ni siquiera durante la revuelta Maji Maji. Sin embargo, todavía a día de hoy las autoridades de Tanzania desconfían de ellos. El tópico actual los sigue describiendo como enérgicos, fuertes, inteligentes, pero también como gentes de las que hay que recelar y que necesitan 'mano dura'.